# Хаппалаев, Юсуп Рамазанович
Юсуп Рамазанович Хаппалаев (22 июня 1916 — 2006) — лакский поэт, основоположник лакской, дагестанской, советской поэзии, один из крупнейших дагестанских поэтов XX века, народный поэт Дагестанской АССР (1966). Писал на лакском языке.

## Биография
Юсуп Рамазанович Хаппалаев родился 22 июня 1916 года в лакском селении Хурукра в семье крестьянина. Он рано лишился отца и встал на ноги благодаря стараниям матери. В 1934
\ году Юсуп окончил Кумухское педагогическое училище, работал учителем и директором сельской школы, в редакции районной газеты «Новый путь», в Дагестанском государственном издательстве.

## Литературная деятельность
Основные его произведения опубликованы в книгах на лакском языке.
Юсуп Хаппалаев является превосходным знатоком лакского фольклора, особенно лакского героического эпоса. Он написал поэму «Хан Муртазали». Также Хаппалаев написал поэму «Удрида».

В московских издательствах было издано много его книг стихов и поэм, таких как «Горячее сердце друга», «Лирика», «Кремень и фиалка», «Семена ложатся в борозду», «Я песчинка с горы», «Долг» и другие. На русский язык стихи Хаппалаева переводили такие мастера слов, как Яков Козловский, Наум Гребнев, Ирина Озерова, Яков Хелемский, Владимир Соколов, Лариса Щасная, Вера Звягинцева, Владимир Державин, Марк Максимов и другие.
Написал стихотворения о Лакии и лакцах Посвятил стихотворение "Аул Кули"  селению Кули и его уроженцам
Значительное внимание поэт уделяет переводам стихов  и поэм на лакский язык. Благодаря его переводам лакский народ познакомился с эпосом армянского народа «Давид Сасунский», индийским эпосом «Махабхарата», поэмой классика грузинской литературы Шота Руставели «Витязь в тигровой шкуре», над переводом которой Хаппалаев трудился около двадцати  лет. Им переведены также произведения Александра Пушкина, Михаила Лермонтова, Владимира Маяковского, Анны Ахматовой, Тараса Шевченко, Леси Украинки, Хафиза, Ивана Франко, Янки Купалы, Косты Хетагурова, Лу Синя, Саади, Омара Хайяма, Низами Гянджеви, Егише Чаренца, Яниса Райниса, Максима Танка, Джамбула Джабаева, Назыма Хикмета, Самеда Вургуна, Алима Кешокова, Омарлы Батырая, Сулеймана Стальского, Гамзата Цадасы и многих других.  
В его гражданских стихах активно воспевается дружба народов. Здесь и стихи о Кубе, об американском борце за права чернокожих Джеймсе Мередите, пакистанском поэте Фаизе Ахмаде Фаизе («Пакистанскому поэту Фаизу Ахмад Фаизу»). Сюда тянутся нити дружбы от соседей, дальних и близких («Арарат»), здесь открыто сердце для единомышленников — стихотворцев: «Тобою Отчизна горда» (лезгину Сулейману Стальскому), «Подарок друга» (якуту Семёну Данилову), «На Дарьяле» (ингушу Джемалдину Яндиеву). Целый ряд стихотворений Хаппалаев посвящает дружбе дагестанского и грузинского народов. Среди них и стихотворение «Грузинам! В день столетия Важа-Пшавелы», в котором поэт выразил искренние чувства дружбы и любви дагестанцев к грузинам. Стихотворение написано в честь юбилея классика грузинской литературы Важа-Пшавелы. 

## Награды
- Орден Трудового Красного Знамени (04.05.1960)
- ДФВА Ордена «Знак Почёта»
- Народный поэт Дагестанской АССР (1966)

## Память
- В Махачкале установлен памятник Хаппалаеву на Родопском бульваре[7].
- Улицы в посёлке Новый Кяхулай и селе Кульзеб.